# Wyszatyce (gromada)
Wyszatyce – dawna gromada, czyli najmniejsza jednostka podziału terytorialnego Polskiej Rzeczypospolitej Ludowej w latach 1954–1972.
Gromady, z gromadzkimi radami narodowymi (GRN) jako organami władzy najniższego stopnia na wsi, funkcjonowały od reformy reorganizującej administrację wiejską przeprowadzonej jesienią 1954 do momentu ich zniesienia z dniem 1 stycznia 1973, tym samym wypierając organizację gminną w latach 1954–1972.
Gromadę Wyszatyce z siedzibą GRN w Wyszatycach utworzono – jako jedną z 8759 gromad na obszarze Polski – w powiecie przemyskim w woj. rzeszowskim na mocy uchwały nr 30/54 WRN w Rzeszowie z dnia 5 października 1954. W skład jednostki wszedł obszar dotychczasowej gromady Wyszatyce ze zniesionej gminy Żurawica w tymże powiecie. Dla gromady ustalono 13 członków gromadzkiej rady narodowej.
31 grudnia 1961 do gromady Wyszatyce włączono wieś Walawa ze zniesionej gromady Walawa w powiecie radymniańskim w tymże województwie, którą w związku z równoczesnym zlikwidowaniem powiatu radymniańskiego włączono (z powrotem) do powiatu przemyskiego.
W 1971 roku gromada Wyszatyce liczyła 2161 mieszkańców, zamieszkujących miejscowości: Walawa (766) i Wyszatyce (1395).
Gromada przetrwała do końca 1972 roku, czyli do kolejnej reformy gminnej.